# 内乌勒
内乌勒（法語：Néoules，法語發音：[neul]）是法国普罗旺斯-阿尔卑斯-蓝色海岸大区瓦尔省的一个市镇，属于布里尼奥勒区。

## 地理
内乌勒（43°18'40"N, 6°0'46"E）面积25.08 平方千米，位于法国普罗旺斯-阿尔卑斯-蓝色海岸大区瓦尔省，该省份为法国东南部沿海省份，北起上普罗旺斯阿尔卑斯省，西北角与沃克吕兹省接壤，西接罗讷河口省，南濒地中海，东临滨海阿尔卑斯省。
与内乌勒接壤的市镇（或旧市镇、城区）包括：屈埃尔斯、加雷乌、梅乌讷莱蒙里约、罗克巴龙、拉罗克布吕萨讷。

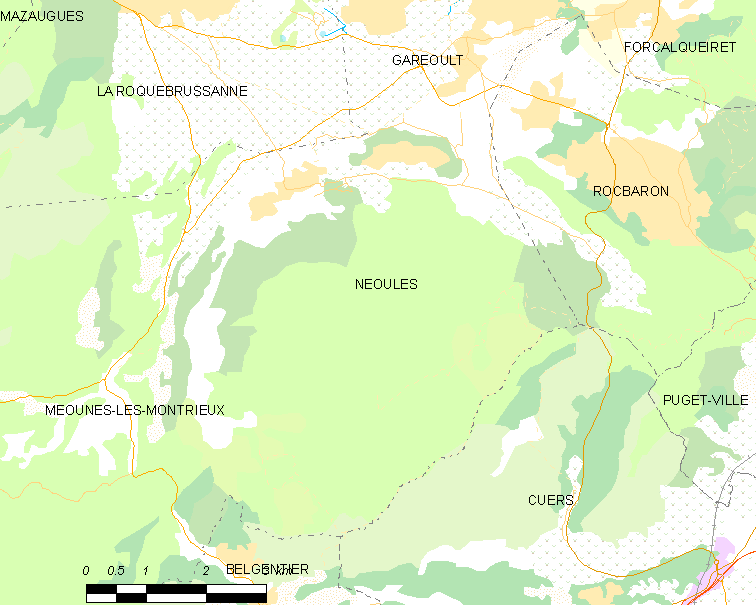
内乌勒的OSM定位图

内乌勒的时区为UTC+01:00、UTC+02:00（夏令时）。

## 行政
内乌勒的邮政编码为83136，INSEE市镇编码为83088。

## 政治
内乌勒所属的省级选区为加雷乌县。

## 人口

1962-2008年间内乌勒人口变化图示

内乌勒于2022年1月1日时的人口数量为2956人。